# Love to See You Cry
Love to See You Cry è il quarto singolo ad essere estratto dall'album Escape di Enrique Iglesias, pubblicato nel 2001.

## Tracce
Maxi Single
1. Love to See You Cry 4:05
2. Escape (Giorgio Moroder & Fernando Garibay Radio Mix) 4:04
3. Escape (7th District Radio Mix) 3:21
4. Love to See You Cry (Metro Mix) 6:19
5. Escape (Video)

CD-Single
1. Tes larmes sont mes baisers 4:05
2. Love to See You Cry 4:05

## Chart performance
| Chart (2002)                              | Massima posizione |
| ----------------------------------------- | ----------------- |
| Canada Top 40                             | 18                |
| Francia Top 40                            | 17                |
| Grecia Top 20                             | 16                |
| Italia Top 40                             | 34                |
| Irlanda Top 20                            | 14                |
| Nuova Zelanda Top 40                      | 26                |
| Paesi Bassi Top 40                        | 25                |
| Portogallo Top 20                         | 5                 |
| Romanian Top 100                          | 2                 |
| Spagna Top 20                             | 19                |
| UK Top 75                                 | 12                |
| US Billboard Hot Canadian Digital Singles | 17                |